# 市津町

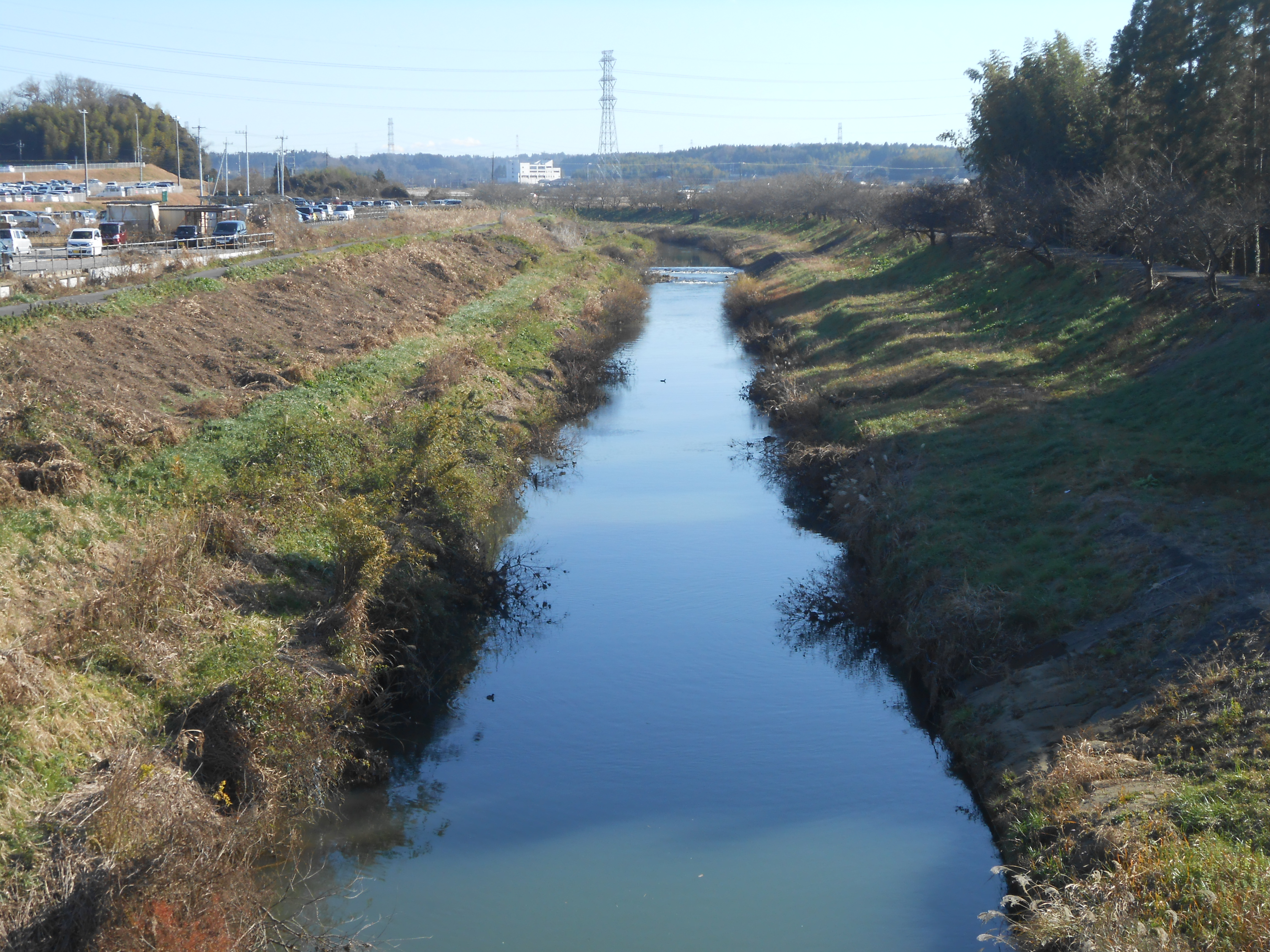
市津町の北側を流れる村田川。右側が潤井戸（市津町）、左側がちはら台（旧・草刈）である。

市津町（しづまち）は、かつて千葉県市原郡に存在した町。現在の市原市の北東部に位置している。
1955年、昭和の大合併の時期に市津村として発足し、1961年に町制を施行。1963年に廃止され、新たに発足した市原市の一部となった。旧町域は市原市役所市津支所の所管区域となっており、市津地区と呼ばれている。

## 沿革
- 1955年（昭和30年）2月11日 - 市東村・湿津村が合併し、市原郡市津村が発足。
- 1961年（昭和36年）4月1日 - 町制施行し市津町になる。
- 1963年（昭和38年）5月1日 - 市原町、五井町、三和町、姉崎町と合併し市原市となり消滅。

## 参考資料
- 市原のあゆみ[要文献特定詳細情報]